# کلانی، سیاه‌زن
کلانی، سیاه‌زن (به ترکی آذربایجانی: Kolanı) یک منطقهٔ مسکونی در جمهوری آذربایجان است که در Yenikənd واقع شده‌است.